# Wolken ziehen vorüber
Wolken ziehen vorüber (Originaltitel: Kauas pilvet karkaavat) ist ein Film des finnischen Regisseurs Aki Kaurismäki, der die Arbeitslosigkeit thematisiert. Er bildet den ersten Teil von Kaurismäkis Trilogie der Verlierer, die der Regisseur 2002 mit Der Mann ohne Vergangenheit und 2006 mit Lichter der Vorstadt fortsetzte.

## Handlung
Ilona arbeitet als Oberkellnerin im Restaurant „Dubrovnik“, ihr Mann Lauri als Straßenbahnfahrer. Beide verlieren nacheinander ihre Arbeitsstelle: Lauri, weil die Verkehrsbetriebe saniert und ein Teil der Angestellten entlassen werden, Ilona, weil das Restaurant „Dubrovnik“ Konkurs macht. Beide haben es schwer, eine neue Arbeit zu bekommen: Ilona wird attestiert, sie sei mit 38 zu alt, um im Restaurantbetrieb zu arbeiten; bei Lauri führen gesundheitliche Probleme zum Verlust des Führerscheins, so dass ihm die angestrebte Arbeit als Reisebusfahrer nicht möglich ist. Der ehemalige Türsteher des Dubrovnik, Melartin, bringt Ilona schließlich auf die Idee, doch selbst ein Restaurant zu eröffnen. Die Bank gibt dafür keinen Kredit, aber Frau Sjöholm, ehemalige Besitzerin des Dubrovnik, bietet ihre Hilfe an. Ilona und Lauri mieten Räume an, stellen die frühere Belegschaft des Dubrovnik als Mitarbeiter an und eröffnen das Restaurant unter dem Namen 'Arbeit' (finn. „Ravintola työ“). Nach einer zähen Anfangsphase scheint der Laden zu laufen. 

## Einordnung
Wie in den anderen Teilen seiner Finnland-Trilogie („Suomi-trilogia“) beschreibt Kaurismäki das Leben des 'kleinen Mannes', der in Schwierigkeiten gerät: Lauri und Ilona haben nicht viel Geld. Lauri hat gerade einen Fernseher auf Ratenzahlung gekauft, als sie die Arbeitslosigkeit trifft. Der Film entstand in einer Zeit, als Finnland nach dem Zusammenbruch des Ostblocks wichtige Handelspartner verlor, in einer schweren wirtschaftlichen Krise steckte und die Arbeitslosenzahlen nach oben schnellten. Aki Kaurismäki: Irgendjemand muss doch erzählen, in welchem Schlamassel die Menschen stecken und wie sie dennoch ihre Würde wahren. Ich komme selbst aus armen Verhältnissen und weiß, wie die Gesellschaft mit diesen Leuten umspringt. Warum sollte ich denn einen Film über verwöhnte Muttersöhnchen drehen, die nur ein Problem plagt: das richtige Outfit zum Angeben zu finden.

## Widmung
Der Film ist dem Andenken des finnischen Schauspielers Matti Pellonpää gewidmet, der die männliche Hauptrolle hätte übernehmen sollen. Nach dessen Tod 1995 besetzte Aki Kaurismäki die zweite Hauptrolle mit Kari Väänänen. Neben der Widmung zu Beginn des Films taucht Pellonpää ein zweites Mal auf: Das Bild des verstorbenen Kindes von Ilona und Lauri auf dem Wohnzimmerregal zeigt Matti als Kind.

## Kritiken
- „Typisch Kaurismäki: zum Heulen amüsant“ – Cinema[4]
- „Mit unvergleichlicher Knappheit gestaltet Kaurismäki diese immer wieder ins Komische umkippende Tristesse. […] Erneut eine wunderbar einfache und trocken-witzige Ode an die kleinen Helden.“ – Filmtabs.de[5]
- „Im Kaurismäki-Land der 1990er wütet der Kapitalismus, […] macht das renommierteste Restaurant der Stadt zur Filiale einer Fast Food-Kette, die solide Oberkellnerin zur schwarzarbeitenden Tellerwäscherin und den stolzen Straßenbahnfahrer zum erwerbslosen Alkoholiker ohne Führerschein. […] Der Chefmelancholiker der europäischen Autorenkinos wiederum tut sein Bestes, die vor Ungerechtigkeit geradezu schreiende Geschichte in möglichst stillen Tönen zu erzählen: Er läßt in asketisch komponierten Tableaux einsame Figuren vor übergroßen Farbflächen umherwandern und stumm durch Schaufenster in warme Innenräume starren, läßt sie von Kameramann Salminen in Einstellungen, so lang wie der finnische Winter, so starr wie die Gesichter der ewigen Verlierer, sachlich beobachtend begleiten und verläßt sich bei aller subtilen Emotion lieber auf melancholische Tango-Klänge als auf klärenden Dialog oder gar expressives Schauspiel.“ – Schnitt.de[6]

## Preise
- 1996: Internationale Filmfestspiele von Cannes: Nominierung Goldene Palme
- 1996: Internationales Filmfestival Sao Paulo: Publikumspreis
- 1997: Internationales Filmfestival Tromsø: Import Award
- 1997: Jussi: Bester Film, Beste Regie, Bestes Drehbuch, Beste Hauptdarstellerin (Kati Outinen), Beste Nebendarstellerin (Elina Salo)